# Dennis Kipruto Kimetto

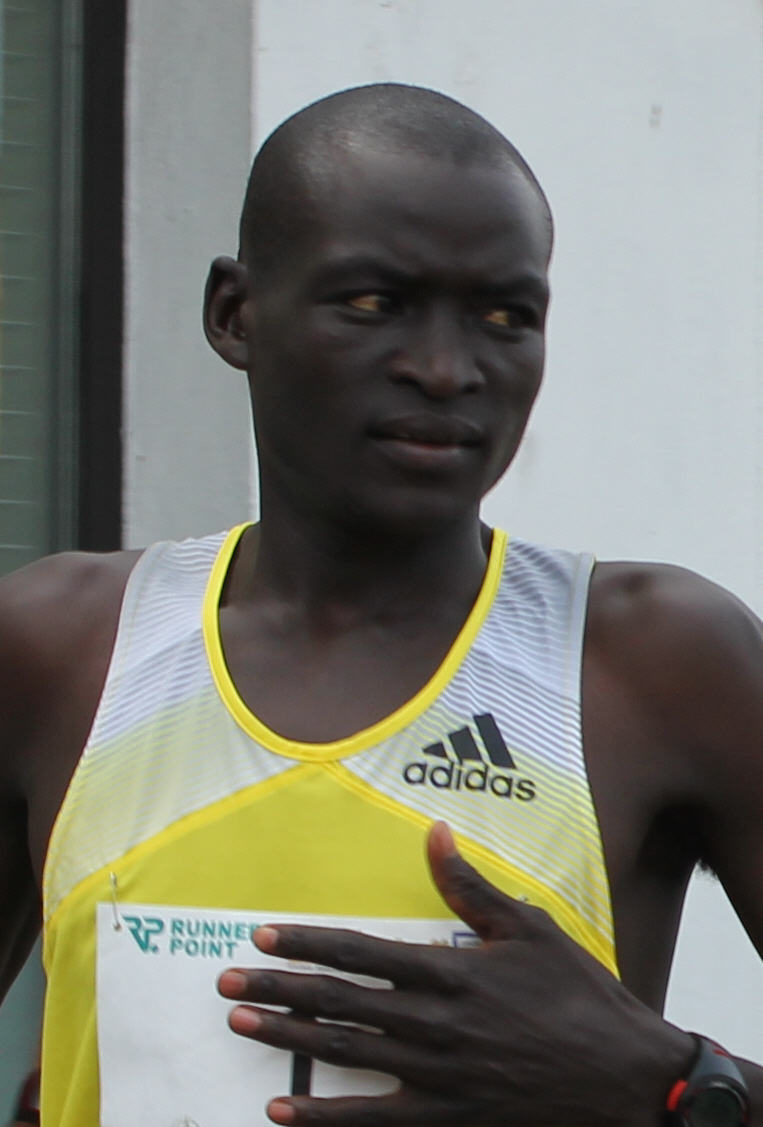
Dennis Kipruto Kimetto 2013-ban

Dennis Kiprutó Kimetto (teljes nevén Dennis Kipruto Kimetto or Dennis Kipruto Koech; (Eldoret, 1984. január 22. vagy 1984. április 22. –) kenyai maratonfutó, hosszútávfutó, atléta. Ő tartja  a 25 km-es futás világcsúcsát. 2013-ban megnyerte a tokiói és a chicagói maratont, 2014-ben pedig a berlini maratont.
A maratonfutás világcsúcsát ő  tartotta 2:02:57-es idővel, amelyet a 2014-es, 41. Berlin Maratonon futott,de ez a rekord a 2018-as,45.Berlin Maratonon megdőlt.Az új rekorder Eliud Kipchoge,2:01:40-es idővel.
1. ↑  World Athletics database. (Hozzáférés: 2019. július 4.)